# Conurbación de Manabí central
La Conurbación de Manabí central es una conurbación ecuatoriana no oficialmente constituida. Por lo anterior, la extensión exacta de esta conurbación varía de acuerdo a la interpretación. Es una área metropolitana formada por Portoviejo, Manta y varias parroquias y ciudades aglomeradas, que se extienden entre los cantones de Manta, Portoviejo, Jaramijó, Montecristi, Rocafuerte y Santa Ana. Se encuentra ubicada en el centro-sur de Manabí, ocupando la cuenca del río Portoviejo y la bahía de Manta, y es la cuarta aglomeración urbana más poblada del país, detrás de la Conurbación de Guayaquil, la Conurbación de Quito y la Conurbación de Cuenca. Portoviejo y Manta son los focos de actividades laborales, comerciales, de estudios y, en general, los centros neurálgicos de esta región, por lo cual aunque ni administrativamente, ni políticamente está definida esta conurbación, en cambio sí lo está por su funcionalidad y operación.
El centro financiero e industrial de la costa central y Manabí se encuentra en la ciudad de Manta y sedes regionales y provinciales de gobierno en la ciudad de Portoviejo, aunque algunas oficinas regionales se pueden encontrar en Manta y Montecristi. La conurbación es un gran centro agrícola y pesquero, en donde se desarrolla el 80 % del mercado de productos del mar de Ecuador. Cuenta con un puerto, dos universidades públicas y varias privadas, un aeropuerto internacional y varios sitios turísticos como museos, playas, grandes acantilados, bosques húmedos, bosques secos, bosque de ceibos, montañas, sitios históricos, ríos, etc.
En los últimos 30 años, después de la construcción del Puerto de Manta, el área metropolitana aumentó su población, pasando de 180 000 a más de 650 000 habitantes, de los cuales más de la mitad se encuentran entre las ciudades de Manta y Portoviejo, concentrando el 60 % de la población de la provincia de Manabí. En el censo nacional de 2010, esta conurbación registró una población total de 651 053.
En la siguiente tabla se puede ver todas las ciudades y cabeceras parroquiales de esta conurbación, influenciadas por Portoviejo y Manta, pues su actividad económica, social y comercial están fuertemente ligadas a estas dos ciudades. Dichas ciudades y cabeceras parroquiales se encuentran a menos de 50 km (kilómetros) de distancia de una de las dos urbes.
| Cantón                                                            | Parroquia       | Población (2022) |
| ----------------------------------------------------------------- | --------------- | ---------------- |
| Portoviejo                                                        | Portoviejo      | 252.248          |
| Portoviejo                                                        | Abdón Calderón  | 16.848           |
| Portoviejo                                                        | Alhajuela       | 4.714            |
| Portoviejo                                                        | Chirijos        | 2.717            |
| Portoviejo                                                        | Crucita         | 16.997           |
| Portoviejo                                                        | Pueblo Nuevo    | 4.181            |
| Portoviejo                                                        | Río Chico       | 17.040           |
| Portoviejo                                                        | San Plácido     | 8.180            |
| [[Archivo:\|20x20px\|border\|Bandera de Manta]] Manta             | Manta           | 261.871          |
| [[Archivo:\|20x20px\|border\|Bandera de Manta]] Manta             | San Lorenzo     | 5.444            |
| [[Archivo:\|20x20px\|border\|Bandera de Manta]] Manta             | Santa Marianita | 3.830            |
| [[Archivo:\|20x20px\|border\|Bandera de Montecristi]] Montecristi | Montecristi     | 96.858           |
| [[Archivo:\|20x20px\|border\|Bandera de Montecristi]] Montecristi | La Pila         | 3.079            |
| Jaramijó                                                          | Jaramijó        | 29.759           |
| Rocafuerte                                                        | Rocafuerte      | 42.688           |
| Santa Ana                                                         | Santa Ana       | 24.506           |
| Conurbación Manabí Centro                                         |                 | 790.960          |